# إدوارد ويليام (سياسي)
إدوارد ويليام هو مسؤول وشخصية أعمال وسياسي كندي، ولد في 6 ديسمبر 1800 في مدينة كيبك في كندا، وتوفي بنفس المكان في 26 أبريل 1875. نشط حزبياً في Conservative Party of Quebec (historical) ‏.